# Салунді Август Йоханнесович
Август (Аугуст-Гайнріх) Йоханнесович Салунді (Прейманн) (25 червня 1907, тепер повіт Ляенемаа, Естонія — 4 травня 1974, тепер повіт Вирумаа, Естонія) — радянський естонський діяч, партійний організатор ЦК КП(б) Естонії волості Велісе Ляянеського повіту. Депутат Верховної Ради СРСР 2-го скликання.

## Життєпис
Народився в родині селянина-середняка. Закінчив Палдіську початкову школу. Потім працював у власному господарстві та на сезонних сільськогосподарський роботах. До 1938 року мав прізвище Прейманн, яке змінив на Салунді.
Під час німецько-радянської війни з 1941 року служив у радянському винищувальному батальйоні, який був сформований в Хаапсалу і діяв на території Ляенемааського і Пярнумааського повітів. Був поранений у битві під Ківілоо 22 серпня 1941 року, евакуйований до Ленінграда. У 1942 році вступив до Естонського стрілецького корпусу Червоної армії. У боях під містом Великі Луки був важко поранений. Член ВКП(б). Потім перебував у радянських партизанських загонах на території Естонії. 
У жовтні 1944—1945 роках працював головою виконавчого комітету волості Асукюла Ляенемааського повіту Естонської РСР. З червня 1945 по серпень 1946 року — партійний організатор ЦК КП(б) Естонії волості Велісе Ляенемааського повіту.
У серпні 1946—1948 роках — голова виконавчого комітету Хаапсальської міської ради депутатів трудящих. У 1949 році — знову голова виконавчого комітету Хаапсальської міської ради депутатів трудящих.
У 1949—1952 роках — на відповідальній роботі у виконавчому комітеті Ляенемааської районної ради депутатів трудящих; на відповідальній роботі у виконавчому комітеті Пярну-Ягупської районної ради депутатів трудящих.
У січні 1952 — липні 1953 року — голова виконавчого комітету Йигеваської районної ради депутатів трудящих.
З 1953 року — завідувач відділу пропаганди та агітації Йигеваського районного комітету КП Естонії. 
На 1960 рік — секретар первинної партійної організації та ланковий сільськогосподарської (рільничої) бригади в колгоспі «Анія» Естонської РСР.
Подальша доля невідома. Помер 4 травня 1974 року.

## Нагороди та відзнаки
- медаль «За бойові заслуги» (30.05.1951)
- медалі